# Quốc kỳ Zimbabwe
Quốc kỳ của Cộng hòa Zimbabwe (tiếng Anh: Flag of Zimbabwe) gồm 7 sọc ngang đều nhau màu xanh lá cây với một tam giác màu trắng, trong đó có một ngôi sao 5 cánh màu đỏ cùng với hình con Chim Zimbabwe. Lá cờ này được chấp thuận vào ngày 18.4.1980, khi nước này thoát khỏi sự cai trị của chế độ thực dân và trở thành một quốc gia độc lập. Hình Chim Zimbabwe trên lá cờ thể hiện một tượng nhỏ của một con chim được tìm thấy trong đống phế tích của Great Zimbabwe. Chim này tượng trưng cho lịch sử của Zimbabwe; ngôi sao màu đỏ bên dưới con chim tượng trưng cho khát vọng quốc gia (thường được cho là chủ nghĩa xã hội) và cuộc đấu tranh cách mạng để giành độc lập, tự do và hòa bình. Như để "nhắc nhở rằng quốc gia được sinh ra trong đau thương", lá cờ về mặt tổng thể là biểu tượng chính trị, khu vực và văn hóa. Nó cũng tương tự như lá cờ của đảng cầm quyền Zimbabwe: Liên minh Dân tộc Phi Zimbabwe – Mặt trận ái quốc.

## Lịch sử
Đất nước Zimbabwe ngày nay xưa kia có tên là Rhodesia, dưới sự cai trị của thực dân Anh. Lá cờ đầu tiên của Rhodesia - được đặt ra ngày 8.4.1964 – có nền xanh dương lợt với một cờ vương quốc Anh ở phía trước. Lá cờ này được sử dụng tới năm 1979, khi đất nước chấp nhận một lá cờ khác mang Cờ vương quốc Anh. Một thời gian ngắn sau đó, nước này trở thành Zimbabwe Rhodesia, một tên nước tồn tại từ ngày 1.6.1979 tới 18.4.1980, ngay sau khi Thỏa hiệp nội bộ ở Rhodesia dẫn tới một chính phủ đa số người da đen. Cũng như tên nước mới, nước này đã chọn một lá cờ mới đánh dấu việc chuyển tiếp. Quốc kỳ nước Zimbabwe Rhodesia được viên trung úy Không quân Cedric Herbert của Lực lượng Không quân Rhodesia và là hội viên của Hội Huy hiệu và Phả hệ học Rhodesia thiết kế. Thiết kế này bao gồm các màu vàng, đen, xanh lá cây và đỏ có tính cách liên Phi; dải màu đen tượng trưng cho thành tựu của chế độ cai trị theo đa số. Màu đỏ tượng trưng cho cuộc đấu tranh giành độc lập. Màu vàng đại diện cho sự giàu có về khoáng chất của đất nước. Màu xanh lá cây tượng trưng cho nguồn tài nguyên thiên nhiên và nông nghiệp của đất nước. Sau hết, dải màu trắng thẳng đứng đại diện cho cộng đồng người da trắng, trong khi dải màu trắng nằm ngang ở giữa tượng trưng cho hòa bình. Lá cờ này đã ngưng sử dụng khi Zimbabwe chính thức độc lập ngày 18.4.1980, vào đúng nửa đêm và một lá cờ mới (cờ hiện nay) được chấp thuận. Bản phác họa lá cờ mới được trao cho bộ trưởng Công trình công cộng Richard Hove bởi một nhà thiết kế không nêu rõ tên. Ban đầu lá cờ không bao gồm con chim Zimbabwe; sau đó Cedric Herbert đã thêm hình con chim vào. Bản phác họa cuối cùng (như lá cờ hiện nay) đã được thủ tướng mới đắc cử thời đó Robert Mugabe chấp thuận. Việc chấp thuận và vinh danh lá cờ mới trùng hợp với lễ tuyên thệ nhậm chức của vị tổng thống mới Canaan Banana. Hình con chim trên lá quốc kỳ hiện nay căn cứ trên một tượng chim có thực được phát hiện trong các đống phế tích ở Great Zimbabwe.

## Việc trưng cờ và sử dụng

### Nghi thức sử dụng quốc kỳ
Có những hướng dẫn nhất định cho việc sử dụng, trưng ra và loại bỏ quốc kỳ Zimbabwe. Quốc kỳ không bao giờ được phép tiếp xúc với mặt đất. Khi lá cờ đến một giai đoạn mà nó không còn được coi là xứng đáng trước mắt công chúng, chẳng hạn như khi bị rách và nát, nó phải là "được phá hủy một cách trang nghiêm" với "tất cả thận trọng và tôn trọng". Sau đó, sẽ thay một lá cờ mới trong vị trí của nó. Theo Patrick Chinamasa, bộ trưởng bộ Tư pháp và các vấn đề pháp lý Zimbabwe, thì mọi công ty ở Zimbabwe đều có thể sản xuất các lá quốc kỳ, miễn là không "in thêm trên cờ bất cứ cái gì khác, ngoài những thứ đã quy định trong luật", và quốc kỳ có thể được trưng ra bất cứ nơi nào mà dân chúng coi là thích hợp.

### Hình quốc kỳ trên đồng phục
Một số sĩ quan cảnh sát Zimbabwe mặc đồng phục có hình quốc kỳ ở phía đầu tay áo.

## Thiết kế

### Màu sắc và biểu tượng

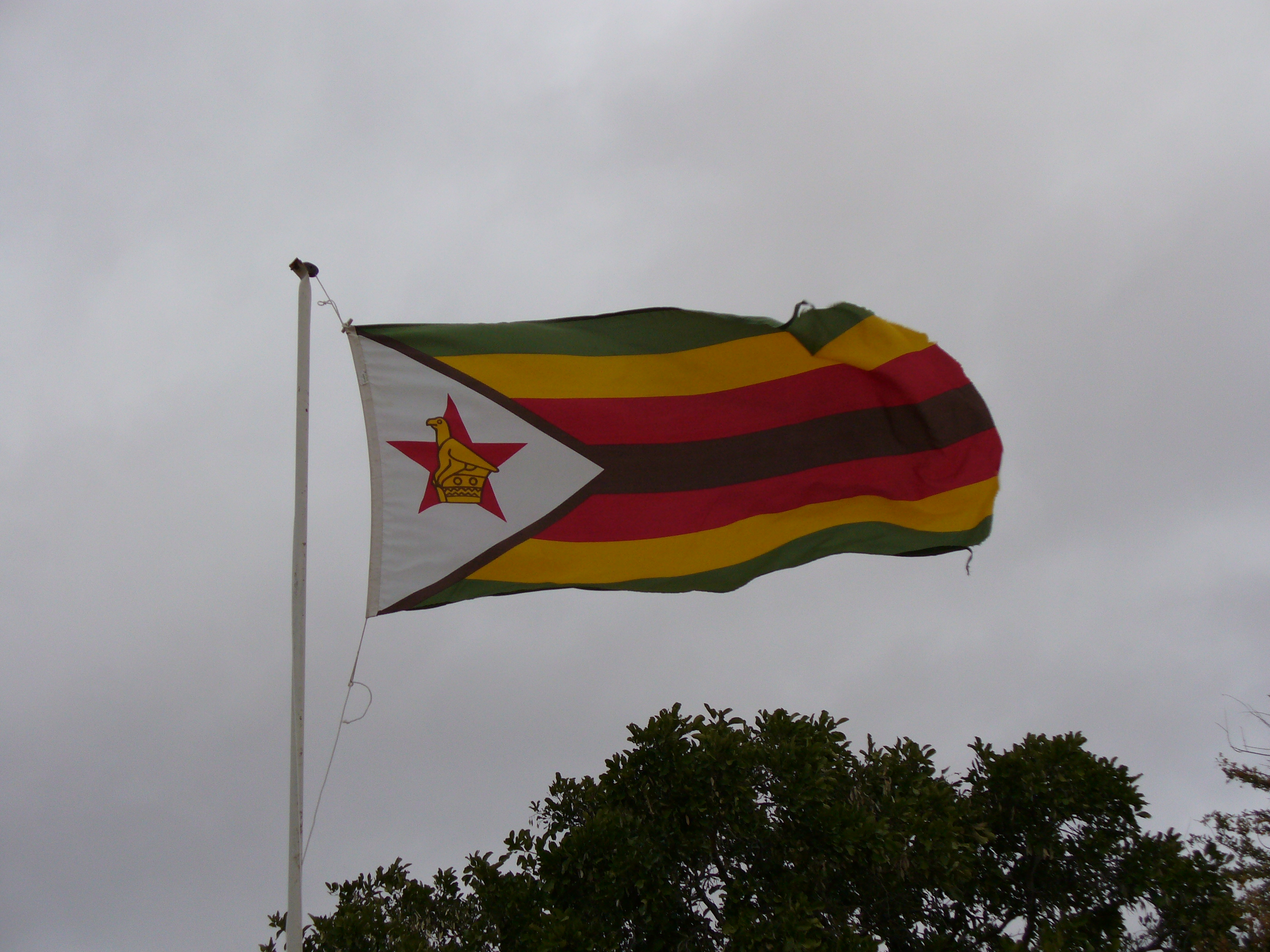
Quốc kỳ Zimbabwe bay trong gió nhẹ

Quốc kỳ Zimbabwe gồm có 5 màu khác nhau: xanh lá cây, vàng, đỏ, đen và trắng. Về mặt chính thức, các màu trên quốc kỳ Zimbabwe mang các ý nghĩa chính trị, khu vực địa lý và văn hóa. Màu xanh lá cây đại diện cho nông nghiệp và các khu vực nông thôn của Zimbabwe. Màu vàng tượng trưng cho sự giàu có về khoáng sản của đất nước, chủ yếu là vàng. Màu đỏ tượng trưng cho máu đổ ra trong các Chimurenga (cuộc đấu tranh cách mạng) thứ nhất và thứ nhì để đấu tranh cho nền độc lập. Màu đen chỉ di sản, sắc tộc và cộng đồng người châu Phi bản địa của Zimbabwe.
Phần tam giác màu trắng tượng trưng cho hòa bình. Con chim vàng, gọi là "Great Zimbabwe Bird" (Chim Đại Zimbabwe) là biểu tượng quốc gia Zimbabwe. Một sự đại diện rất có thể của Đại bàng Bateleur hoặc Đại bàng cá châu Phi, "minh họa cho mối liên kết chặt chẽ giữa tổ tiên con người với động vật, thiên nhiên cùng những hướng dẫn tinh thần" và nó được xử lý với tầm quan trọng và sự tôn trọng ở mức cao. Ngôi sao màu đỏ tượng trưng cho các niềm hy vọng của dân tộc và những khát vọng cho tương lai.

### Thông số kỹ thuật
Great Zimbabwe Bird (Chim Đại Zimbabwe) phải là 40 đơn vị cả cao lẫn thấp. Ngôi sao màu đỏ không phải là "Các hình đa giác của ngôi sao thông thường" (Regular star polygons). Thanh màu đen rộng 3 đơn vị. Tam giác màu trắng là tam giác cân, với đáy và chiều cao khoảng 84 đơn vị.

### Những sự tương tự

Cờ của Liên minh Dân tộc Phi Zimbabwe – Mặt trận ái quốc

Các màu dùng cho quốc kỳ Zimbabwe rất giống các màu cờ của Liên minh Dân tộc Phi Zimbabwe – Mặt trận ái quốc. Điều này được coi như một dấu hiệu khiêm tốn phục tùng và tôn trọng đối với đảng.

## Trong văn hóa bình dân
Ngày 7.8.1980, Samora Machel đã một lần đọc một diễn văn xuất sắc về quốc kỳ Zimbabwe, trong đó ông phát biểu khi tay cầm lá cờ: "Lá cờ này bao gồm mọi người. Không có những người da đen, không có những người da trắng, không có những mulattos (người lai đen-trắng) và những người Ấn Độ ở Zimbabwe, ngày nay chỉ có những người Zimbabwe".
Tại Harare, Zimbabwe, cứ mỗi 2 xe thì có một xe dán một hay nhiều quốc kỳ Zimbabwe thu nhỏ. Việc bán những lá quốc kỳ ở trong nước mang lại doanh thu rất cao và điều này đã giúp giảm bớt tỷ lệ lạm phát. Theo Petina Gappah của tờ The Guardian, quốc kỳ là một "sự nhắc nhở là quốc gia được sinh ra trong đau thương".
Việc bán các sản phẩm có mang các màu sắc của quốc kỳ là vi phạm luật pháp của Zimbabwe.

## Hình ảnh

Rhodesia 1964–1969
Rhodesia 1968–1979
Zimbabwe Rhodesia 1979–1980